# نيل تورنر (سياسي)
نيل تورنر (بالإنجليزية: Neil Turner)‏ هو سياسي أسترالي، ولد في 25 يونيو 1934 في تشارليفيل في أستراليا، وتوفي في 4 يوليو 2011 في أستراليا. حزبياً، نشط في الحزب الوطني الأسترالي في كوينزلاند ‏. وقد انتخب Speaker of the Legislative Assembly of Queensland ‏ (2 أبريل 1986 – 13 يونيو 2008) وانتخب عضو المجلس التشريعي ولاية كوينزلاند.